# Dendrochilum graminoides
Dendrochilum graminoides är en orkidéart som beskrevs av Cedric Errol Carr. Dendrochilum graminoides ingår i släktet Dendrochilum och familjen orkidéer. Inga underarter finns listade i Catalogue of Life.